# Beata Nilska
Beata Nilska est une comédienne française.

## Théâtre

### Comédienne
- 1989 : La Ronde d'Arthur Schnitzler, mise en scène Isabelle Nanty
- 1989 : Lorenzaccio d'Alfred de Musset, mise en scène Jean-Pierre Bouvier
- 1992 : Le Rire de Tchekhov, mise en scène Pavel Khomsky
- 1994 : Le Lait, les amphètes et Alby la famine d'après Martin Millar, mise en scène Marianne Groves, Théâtre national de Nice
- 1994 : La Fille à la trompette de Jacques Rampal, mise en scène Gérard Caillaud, Théâtre de la Michodière
- 1994 : Les Palmes de Monsieur Schutz  de Jean-Noël Fenwick, mise en scène Gérard Caillaud, Théâtre des Mathurins
- 1997 : Les Palmes de Monsieur Schutz  de Jean-Noël Fenwick, mise en scène Gérard Caillaud, Théâtre de la Michodière
- 1999 : À torts et à raisons de Ronald Harwood, mise en scène Marcel Bluwal, Théâtre Montparnasse
- 2001 : À torts et à raisons de Ronald Harwood, mise en scène Marcel Bluwal, Théâtre des Célestins
- 2005 : Dura lex d'après Stephen Adly Guirgis, mise en scène Marianne Groves, Présence Pasteur Festival d'Avignon Off
- 2006 : Dura lex d'après Stephen Adly Guirgis, mise en scène Marianne Groves, Vingtième Théâtre
- 2012 : Tartuffe de Molière, mise en scène Marion Bierry, Théâtre national de Nice, tournée

### Metteur en scène
- 2009 : Le Bug de Richard Strand, Théâtre La Bruyère

## Filmographie partielle

### Cinéma
- 1994 : Les Patriotes de Eric Rochant : Héléna
- 1995 : Le Petit Garçon de Pierre Granier-Deferre : Dora
- 1996 : Le Plus Beau Métier du monde de Gérard Lauzier : Madame Nothereau
- 1998 : À la place du cœur de Robert Guédiguian : Madame Radic
- 2003 : Sept ans de mariage de Didier Bourdon : L'employée de maison
- 2004 : Mariages ! de Valérie Guignabodet : Ingrid, la cantatrice
- 2006 : Il sera une fois... de Sandrine Veysset : Liena, la mère d'Elise
- 2006 : Il était une fois... Sasha et Désiré de Cécile Vernant : Rachel
- 2008 : Un conte de Noël de Arnaud Desplechin : L'anesthésiste

### Télévision
- 1993 : Une famille formidable  - épisode « Dure, dure la rentrée » (série TV) : Eléna
- 1994 : Les Cinq Dernières Minutes  - épisode « Fin de bail » (série télévisée) : Elena
- 1995 : Alice Nevers, le juge est une femme  - épisode « Dérive mortelle » (série TV) : Irina
- 1996 : Une famille formidable  - épisodes « De pères en fils » et «  Nicolas s'en va-t-en guerre » (série télévisée) : Elena
- 1996 : Commandant Nerval  - épisode « Commandant Nerval » (série TV) : Irina
- 2001 : Les Cordier, juge et flic  - épisode « Faux-semblants » (série télévisée) : Marina
- 2003 : Les Cordier, juge et flic  - épisode « Mort d'un avocat » (série TV) : Katerina
- 2003 : La Maison des enfants d'Aline Issermann (mini série TV): Elena

## Distinctions
- Molières 1994 : nomination au Molière de la révélation théâtrale dans La Fille à la trompette
- Molières 2000 : nomination au Molière de la révélation théâtrale dans À torts et à raison
- Molières 2000 : nomination au Molière de la comédienne dans un second rôle dans À torts et à raison